# Głuchów Skierniewicki
Głuchów Skierniewicki – wąskotorowa stacja kolejowa w Głuchowie, w województwie łódzkim, w Polsce. Obsługuje ruch turystyczny.